# Oktar
Oktar (Octar[us], Optar, Uptar) - wódz (król) Hunów (? - 430). Rządził wraz ze swoim bratem Ruą.  
Informacje o nim pochodzą ze wzmianek w Getice Jordanesa i Historii Kościoła Sokratesa Scholastyka. Był bratem Ruy, Mundzuka, stryjem Attyli i Bledy. Nie wiemy nic o jego przodkach, ani jak i kiedy został wodzem (królem) Hunów. Współrządził wraz z bratem Ruą, przy czym Oktar rządził zachodnią częścią Hunów i kontrolowanym przez nich terytorium, a Rua wschodnią. Możliwe, że udział w rządach miał również Mundzuk. 
Oktar zmarł w 430 w trakcie wyprawy przeciwko Burgundom żyjącym na wschód od Renu. Po jego niespodziewanej śmierci, Hunowie zostali zaskoczeni i pokonani przez Burgundów. Ponieważ nie ma wzmianki, że ktoś zajął jego miejsce, a w 432 jedynym władcą Hunów był Rua, prawdopodobnie on został jego następcą.